# Neogonyleptes
Neogonyleptes is een geslacht van hooiwagens uit de familie Gonyleptidae.
De wetenschappelijke naam Neogonyleptes is voor het eerst geldig gepubliceerd door Roewer in 1913. 

## Soorten
Neogonyleptes omvat de volgende 6 soorten:
- Neogonyleptes chilensis
- Neogonyleptes docilis
- Neogonyleptes frontalis
- Neogonyleptes hamatus
- Neogonyleptes ignotus
- Neogonyleptes karschii